# Den sista dansen
Den sista dansen släpptes den 18 april 2008 och är ett livealbum av det svenska dansbandet Vikingarna, släppt mer än tre år efter bandupplösningen 2004. Albumet innehåller inspelningar från avskedsspelningen i Arvika den 3 juli 2004.

## Låtlista
1. Kan man älska nån på avstånd
2. För dina blåa ögons skull
3. Du gav bara löften
4. Höga berg, djupa hav
5. I kväll
6. Du försvann som en vind
7. Till mitt eget Blue Hawaii
8. Hallå
9. Crazy
10. Für Uns Zwei
11. Ljus och värme (Lys og varme)
12. Good Luck Charm
13. Tre röda rosor
14. Liljor
15. Nyanser
16. Mississippi
17. My Way
18. Ett litet rosa band
19. En vissnad blomma
20. Livet går ej i repris
21. Lördagsafton
22. Leende guldbruna ögon (Beautiful, Beautiful Brown Eyes)
23. Tack och farväl

## Listplaceringar
| Lista (2008-2009) | Topplacering |
| ----------------- | ------------ |
| Danmark           | 12           |
| Norge             | 26           |
| Sverige           | 12           |